# Новоросійське генерал-губернаторство
Новоросійське генерал-губернаторство — адміністративно-територіальна одиниця Російської імперії у 1802—1873 роках.
Спочатку називалася «Катеринославське, Херсонське, Таврійське генерал-губернаторство», яке було перейменоване 1814 року на «Новоросійське».
Адміністративний центр з канцелярією генерал-губернатора: Катеринослав (1801—1803), Миколаїв (1803—1805), Одеса (1805—1873).
Скасоване у січні 1874 року.

## Адміністративний поділ
8 жовтня 1802 року — три губернії:
- Катеринославська (центр — Катеринослав)
- Миколаївська (Миколаїв)
- Таврійська (Сімферополь).

15 травня 1803 року — три губернії (замість Миколаївської — Херсонська губернія, з центром у Херсоні).
1814 року — дві губернії (вилучено Катеринославську губернію).
1822 року — три губернії й одна область (52 міста):
- Катеринославська губернія (Катеринослав)
- Таврійська губернія (Сімферополь)
- Херсонська губернія (Херсон)
- Бессарабська область (Кишинів).

1830 року — дві губернії й одна область (вилучено Катеринославську губернію).

## Генерал-губернатори
- 1802 — 20 січня 1803 — Іван Міхельсон
- 20 січня 1803–3 жовтня 1803 — Сергій Беклешов
- 11 жовтня 1803— 13 березня 1805 — Андрій Розенберг
- 1805–1814 — Арман Емманюель дю Плессі, герцог де Рішельє
- 1814–1815 — Олександр Рудзевич
- листопад 1815 — червень 1822 — граф Луї Олександр Андро де Ланжерон
- 17 червня 1822 — 7 травня 1823 — Іван Інзов ((в. о.))
- 7 травня 1823 — 1 березня 1854 (24.10.1854) — князь Михайло Воронцов
- 1826–1826 — Федір Пален ((в. о.))
- вересень 1830 — жовтень 1832 — Федір Пален ((в. о.))
- 20 березня 1854 — квітень 1855 — Микола Анненков
- квітень 1855 — грудень 1863 — граф Олександр Строганов
- грудень 1863 — січень 1874 — граф Пауль Деметріус Коцебу